# Арн, Томас
Томас Августин Арн (англ. Thomas Augustine Arne; 12 марта 1710, Лондон — 5 марта 1778, там же) — английский композитор, наиболее известный как автор музыки к театральным пьесам. Самое известное его творение - песня «Правь, Британия», которая впоследствии стала неофициальным гимном Великобритании.

## Биография
Томас Арн родился в семье обойщика. Отец послал его в Итон для учёбы, чтобы тот стал юристом, однако, Томас тайно брал уроки скрипки у М. Фестинга. Тогда он сочинил музыку к опере «Розамунда», которая была поставлена в театре «Линкольнз-Инн». После этого отцу пришлось смириться с тем, что Томас Арн станет музыкантом. Арне так увлекся музыкой, что он тайно пронес спинет в свою комнату и, заглушая звуки носовым платком, тайно тренировался ночью, пока остальная часть семьи спала.
Арн является автором музыки к спектаклям по пьесам Уильяма Шекспира, Генри Филдинга, Артура Мёрфи и др., масок, нескольких опер (музыка по большей части утрачена). Сочинённая им песня «Правь, Британия, морями!» стала неофициальным гимном Великобритании. Изначально песня была написана для финала маски «Альфред» (1740). Среди его опер наиболее известными являются опера-сериа «Артаксеркс» (1762; речитативы и финальный хор не сохранились) и опера-буффа «Томас и Салли» (1760). Обе оперы были впервые показаны в «Ковент-Гарден». Арн также написал музыкальные номера к 28 театральным представлениям, оратории «Авель» (1744) и «Юдифь» (1761), 7 трио-сонат, концерт для органа, сонаты для клавесина и скрипки. Писал также лёгкую музыку в специфически английских жанрах кэтча и гли, которая публиковалась в разных современных сборниках (например, в сборнике «Apollonian Harmony», ок. 1790).  
Выступил как актёр (в роли Генриха, принца Уэльского) во второй части «Генриха четвёртого».
Сестра композитора Сьюзан Мэри Арн стала актрисой и принимала участие в постановке «Розамунды» Томаса Арна. Дэвид Гаррик назвал её величайшей трагической актрисой своего времени. Томас Арн был женат на Сесили Янг, дочери знаменитого композитора Чарльза Янга и певице сопрано.
Сын Томаса Арна Майкл Арн также стал театральным композитором и почти во всём последовал по стопам отца. Произведения Майкла Арна также ставились в «Ковент-Гарден» и «Друри-Лейн». Он, как и его отец, был талантливым актёром.

## Рецепция
В Энциклопедическом словаре Брокгауза и Ефрона (1890) была дана следующая оценка его работам: «Произведения А. богаты мелодиями, но не отличаются искусным контрапунктом. Он писал, глав. обр., под влиянием Генделя и итальянцев. А. считается одним из крупных английских композиторов XVIII века».